# Sobeys
Sobeys (рус. Со́бис) — канадская сеть супермаркетов, штаб-квартира которой находится в Стеллартоне в Новой Шотландии.
Sobeys — второй по значимости розничный торговец продуктами в Канаде, он имеет более 1300 супермаркетов, работающих под множеством названий во всех десяти провинциях, а в 2009 объём продаж составил 14 миллиардов CAD. Сам Sobeys входит в многопрофильную корпорацию Empire Company.

## Другие сети под контролем Sobeys
- IGA, IGA Extra, Bonichoix и Marché Tradition в Квебеке. У IGA есть также 90 магазинов на Канадском Западе и 115 — в Онтарио, но онтарийские розничные точки в ближайшее время сменят название на Sobeys;
- Price Chopper;
- Foodland в Атлантических провинциях и Онтарио;
- Food Town на Канадском Западе;
- MarketPlace IGA в Британской Колумбии.

## Торговая марка
Sobeys предлагает ассортимент товаров под собственной торговой маркой Compliments по примеру супермаркетов Loblaws с торговой маркой Le Choix du Président.